# Knock Knock
Knock Knock – amerykański film animowany, w którym debiutuje Dzięcioł Woody. Oprócz niego występują też Panda Andy i jego ojciec, Panda Papa.

## Głosy
- Mel Blanc - Woody Woodpecker, Panda Papa
- Sara Berner - Panda Andy